# Рогіз Шутлевортів
Рогіз Шутлевортів (Typha shuttleworthii) — вид рослин родини рогозових (Typhaceae), поширений в Європі, Туреччині, Ірані.

## Опис
Багаторічні рослини. Кореневище товсте, повзуче. Стебла до 1–1.5 м заввишки. Листки плоскі, лінійні, зазвичай зелені (іноді з сизим відтінком), при основі піхвові, до 10–11(15) мм завширшки. Тичинкове суцвіття коротке, до 5–10 см завдовжки, примикає безпосередньо до маточкового (іноді є ледь помітний проміжок), його вісь із червоними волосками. Маточкове суцвіття в (2)2.5–4 рази довше від тичинкового, циліндричне, до часу дозрівання плодів досить товсте, до 1.5–1.8 см шириною і до 10–16 см завдовжки, червонувато-буре, але потім, через досить довгі оцвітні волоски, стає сиво-бурим; маточкові квітки 5–7.5 мм завдовжки. Рильце широколанцетне або ромбічне, рівне оцвітним волосках або видається над ними. В іншому схожий на Typha latifolia. Квітне в липні-серпні. Плоди дозрівають в серпні-листопаді.

## Поширення
Поширений в Європі (у тому числі в Україні), Туреччині, Ірані

## Охорона
Typha shuttleworthii охороняється в Європі і занесений до Додатку І Бернської конвенції (охоронна категорія: вид підлягає особливій охороні).

## Практичне значення
Кормова рослина. Меліоративна рослина. Харчова рослина — із кореневища можна добувати крохмаль. Технічна рослина — люди використовують у бондарній справі, а також для плетіння кошиків, ковриків, годиться для виготовлення фетру й паперу.